# Mobile Pentium II PE
Il Mobile Pentium II PE è stato il terzo processore Intel pensato per l'utilizzo nei computer portatili e venne presentato il 25 gennaio 1999 come successore del Pentium II-M. A quei tempi le CPU utilizzate adattate all'uso nei sistemi mobile non erano ancora specificatamente progettate per questo scopo (cosa che è avvenuta solo a partire dal 2003 con il Pentium M) ma si limitavano ad alcuni affinamenti progettuali delle versioni desktop (in questo caso il Pentium II) al fine di ridurne il consumo e poter quindi contribuire al contenimento dei consumi e quindi alla maggior durata delle batterie utilizzate in questo tipo di sistemi.

## Caratteristiche tecniche
Gli unici modelli di Mobile Pentium II PE erano tutti basati su unico core, conosciuto come Dixon. Tale core si differenziava dal predecessore principalmente per via della cache L2 ridotta a soli 256 kB, ma inserita direttamente nel core della CPU e funzionante alla stessa velocità del bus del processore (ovvero a 66 MHz), invece che alla metà, come avveniva in tutti gli altri Pentium II.
Proprio in virtù di questa nuova scelta progettuale che abbassava i costi mantenendo alte le prestazioni, Intel aggiunse il suffisso "PE" al nuovo processore indicando con tale sigla le parole: "Performance Enhanced".

## Modelli
La tabella seguente mostra i modelli di Mobile Pentium II PE arrivati sul mercato. Molti di questi condividono caratteristiche comuni pur essendo basati su core diversi; per questo motivo, allo scopo di rendere maggiormente evidente tali affinità e "alleggerire" la visualizzazione alcune colonne mostrano un valore comune a più righe. Di seguito anche una legenda dei termini (alcuni abbreviati) usati per l'intestazione delle colonne:
- Nome Commerciale: si intende il nome con cui è stato immesso in commercio quel particolare esemplare.
- Data: si intende la data di immissione sul mercato di quel particolare esemplare.
- Socket: lo zoccolo della scheda madre in cui viene inserito il processore. In questo caso il numero rappresenta oltre al nome anche il numero dei pin di contatto.
- Clock: la frequenza di funzionamento del processore.
- Molt.: sta per "Moltiplicatore" ovvero il fattore di moltiplicazione per il quale bisogna moltiplicare la frequenza di bus per ottenere la frequenza del processore.
- Pr.Prod.: sta per "Processo produttivo" e indica tipicamente la dimensione dei gate dei transistors (180 nm, 130 nm, 90 nm) e il numero di transistor integrati nel processore espresso in milioni.
- Voltag.: sta per "Voltaggio" e indica la tensione di alimentazione del processore.
- Watt: si intende il consumo massimo di quel particolare esemplare.
- Bus: frequenza del bus di sistema.
- Cache: dimensione delle cache di 1º e 2º livello.
- XD: sta per "XD-bit" e indica l'implementazione della tecnologia di sicurezza che evita l'esecuzione di codice malevolo sul computer.
- 64: sta per "EM64T" e indica l'implementazione della tecnologia a 64 bit di Intel.
- HT: sta per "Hyper-Threading" e indica l'implementazione della esclusiva tecnologia Intel che consente al sistema operativo di vedere 2 core logici.
- ST: sta per "SpeedStep Technology" ovvero la tecnologia di risparmio energetico sviluppata da Intel e inserita negli ultimi Pentium 4 Prescott serie 6xx per contenere il consumo massimo.
- VT: sta per "Vanderpool Technology", la tecnologia di virtualizzazione che rende possibile l'esecuzione simultanea di più sistemi operativi differenti contemporaneamente.
- Core: si intende il nome in codice del progetto alla base di quel particolare esemplare.

| Nome Commerciale             | Data            | Socket      | Clock   | Molt. | Pr.Prod.         | Voltag. | Watt   | Bus    | Cache                     | XD | 64 | HT | ST | VT | Core  |
| ---------------------------- | --------------- | ----------- | ------- | ----- | ---------------- | ------- | ------ | ------ | ------------------------- | -- | -- | -- | -- | -- | ----- |
| Mobile Pentium II PE 266 MHz | 25 gennaio 1999 | MMC-1 (615) | 266 MHz | 4x    | 250 nm 27,4 mil. | 1,6 V   | 9,8 W  | 66 MHz | L1=32 kB L2=256KB L3=0 MB | No | No | No | No | No | Dixon |
| Mobile Pentium II PE 300 MHz | 25 gennaio 1999 | MMC-1 (615) | 300 MHz | 4,5x  | 250 nm 27,4 mil. | 1,6 V   | 11,1 W | 66 MHz | L1=32 kB L2=256KB L3=0 MB | No | No | No | No | No | Dixon |
| Mobile Pentium II PE 333 MHz | 25 gennaio 1999 | MMC-1 (615) | 333 MHz | 5x    | 250 nm 27,4 mil. | 1,6 V   | 11,8 W | 66 MHz | L1=32 kB L2=256KB L3=0 MB | No | No | No | No | No | Dixon |
| Mobile Pentium II PE 366 MHz | 25 gennaio 1999 | MMC-1 (615) | 366 MHz | 5,5x  | 250 nm 27,4 mil. | 1,6 V   | 13,1 W | 66 MHz | L1=32 kB L2=256KB L3=0 MB | No | No | No | No | No | Dixon |
| Mobile Pentium II PE 400 MHz | 25 gennaio 1999 | MMC-1 (615) | 400 MHz | 6x    | 250 nm 27,4 mil. | 1,55 V  | 13,5 W | 66 MHz | L1=32 kB L2=256KB L3=0 MB | No | No | No | No | No | Dixon |

## Il successore
Il Mobile Pentium II PE fu l'ultimo processore mobile derivato dal Pentium II, successivamente Intel presentò il Pentium III-M, derivato dal Pentium III Tualatin.